# عمر سي
عمر سي (Omar Sy، ولد ب-20 كانون الثاني 1978) هو ممثل وكوميدي فرنسي، ولد في ترابس (الإيفلين), إيل دي فرانس ، اشتهر عمر بعد عرض «عمر وفريد» الذي قام به مع فريد تيستو (بالفرنسية: Fred Testot) بعدها قام بواحد من الأعمال السينمائية الناجحة في دوره في فيلم المنبوذون وعلى هذا الدور حاز على عدة جوائز من بينهم جائزة سيزار التي تعادل أوسكار، في فرنسا عن دوره في فيلم (ذي إنتاتشبلز), (وكان الممثل الأول من أصل أفريقي الذي يحوز على تلك الجائزة).

## وصلات خارجية
- عمر سي على موقع IMDb (الإنجليزية)
- عمر سي على موقع ميتاكريتيك (الإنجليزية)
- عمر سي على موقع روتن توميتوز (الإنجليزية)
- عمر سي على موقع مونزينجر (الألمانية)
- عمر سي على موقع قاعدة بيانات الأفلام العربية
- عمر سي على موقع ألو سيني (الفرنسية)
- عمر سي على موقع ميوزك برينز (الإنجليزية)
- عمر سي على موقع تيرنر كلاسيك موفيز (الإنجليزية)
- عمر سي على موقع أول موفي (الإنجليزية)
- عمر سي على موقع بوكس أوفيس موجو (الإنجليزية)